# Lynn (Arkansas)
Lynn – miasto w Stanach Zjednoczonych, w stanie Arkansas, w hrabstwie Lawrence.